# Jacqueline Bassa-Mazzoni
Pour les articles homonymes, voir Bassa et Mazzoni.
Jacqueline Bassa-Mazzoni, née le 13 avril 1956 à Toulouse, est une diplomate française.

## Biographie
Jacqueline Bassa, épouse Mazzoni, a effectué ses études supérieures à l'Institut d'études politiques de Paris (section Service public, promotion 1976).
Elle est première secrétaire à l'ambassade de France à Vientiane (1986-1989), deuxième conseillère à l'ambassade de France à Tananarive (1994-1998), première conseillère à l’ambassade de France à Stockholm (2001-2004), première conseillère à l'ambassade de France à Libreville (2013) puis ambassadrice de France en Namibie (2013-2017). Elle est nommée le 12 septembre 2017 ambassadrice de France aux Comores, où elle succède à Robby Judes.
Elle a effectué l'intégralité de sa carrière au sein du ministère des Affaires étrangères, alternant des postes en ambassade et des fonctions à l'administration centrale. 

## Distinctions
- Officier de la Légion d'honneur. Elle est promue officier par décret du 25 mars 2016[4]. Elle était chevalier du 13 février 2006 par décret du 13 juillet 2005[5].

## Dans la culture
Une émission de télévision consacrée à la diplomatie française la choisit avec d'autres comme illustration des questions traitées par les ambassadeurs de France. 